# Triangeldrama
Triangeldrama är ett begrepp som används vid en kärlekskonflikt, då två personer är kära i samma, tredje person.
Denna typ av konflikt kan vara väldigt jobbig att ta itu med, det slutar nästan jämt att åtminstone en blir olycklig.
Fenomenet är ganska vanligt inom fiktion, två personers kamp om samma partner kan för en utomstående person väcka en del spänning och få berättelsen mer intressant och spännande.
I verkliga livet är det däremot inte lika roligt, då dessa personers ångest snabbt gör stämningen dålig på en arbetsplats eller i skolklassen.